# Glennville (Californie)
Pour les articles homonymes, voir Glennville.
Glennville (anciennement Linn's Valley) est une communauté non constituée en société située dans le comté de Kern en Californie.  

## Géographie
Il est situé à 50 km au nord-nord-est de Bakersfield, à une altitude de 950 m dans les contreforts des montagnes de Greenhorn, une chaîne de montagnes de la Sierra Nevada.  

## Histoire
Les premiers colons blancs de la région furent George Ely et William Linn, arrivés ensemble en 1854. Ely est morte en 1859 et Linn a quitté la région à peu près au même moment. Le bureau de poste de Linn's Valley a ouvert en 1860 et la ville a été rebaptisée Glennville en 1872. Le nom rend hommage à James Madison Glenn, un forgeron qui s’est établi dans la région en 1857 et a ouvert le premier hôtel de la ville. Glennville est devenue la dernière étape de la ligne d’entraîneurs de Visalia et le centre commercial de la vallée environnante après le déclin de Lavers 'Crossing. En 1860, Thomas Baker, ingénieur en génie civil et fondateur de Bakersfield, aménagea une route de charrettes financée par l'État entre Glennville et Kernville. Un hommage à son ingéniosité réside dans le fait que la State Route 155 actuelle suit toujours la route de Baker, connue à l'origine sous le nom de Mcfarland Road. 
Glennville reste une ville de campagne tranquille avec un seul restaurant et aucune station-service. Deer Creek Grove, le bosquet le plus méridional d'arbres du séquoia géant, est situé à une dizaine de kilomètres au nord-est de Glennville. Le Glennville Adobe, construit avant la guerre de Sécession, se trouve toujours le long de la route 155, à côté de la caserne des pompiers. Il s’agit du plus ancien bâtiment du comté de Kern. La plus ancienne église permanente du comté, datant de 1866, se trouve à proximité.   